# Jan Decleir

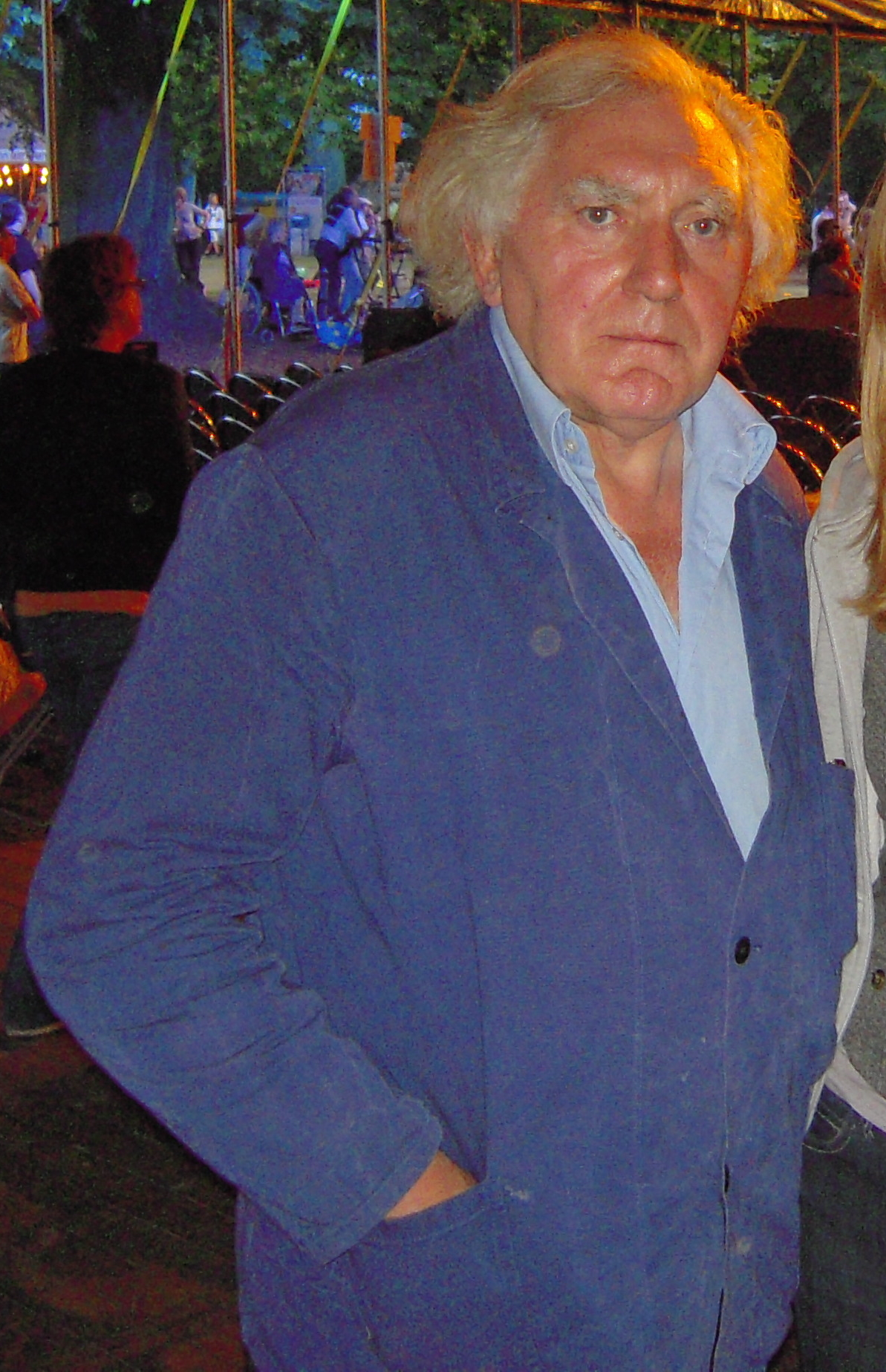
Jan Decleir (2009)

Jan Amanda Gustaaf Decleir (* 14. Februar 1946 in Niel, Provinz Antwerpen, Belgien) ist ein flämischer Schauspieler.

## Leben
Decleir begann als Theaterschauspieler, wurde aber mit Film- und Fernsehrollen bekannt. Einer seiner frühen Filme war Pallieter von 1976, in dem er Bohumil spielte. Der Film Daens unter der Regie von Stijn Coninx, in dem er die Hauptrolle des Priesters Adolf Daens spielte, war 1993 für den Oscar nominiert. 1995 spielte er die Rolle des Bauern Sebastian in Marleen Gorris’ Film Antonias Welt, der im Jahr 1996 mit dem Oscar als bester fremdsprachiger Film ausgezeichnet wurde. Er war 1997 in Mike Van Diems Drama Karakter in der Rolle des Gerichtsvollziehers Dreverhaven zu sehen, das bei der Oscar-Verleihung ein Jahr später ebenfalls diese Auszeichnung erhielt. 2003 spielte er die Hauptrolle des Auftragsmörders Angelo Ledda in dem Kriminalfilm Totgemacht – The Alzheimer Case, einem der erfolgreichsten belgischen Filme aller Zeiten, der im deutschsprachigen Raum keinen Verleih fand.
Bei den Kindern ist Decleir als Sinterklaas bekannt, den er im Kinder- und Jugendsender Ketnet des Fernsehsenders VRT und 2005 in dem Spielfilm Winky will ein Pferd spielte.
Decleir war mit Caroline Van Castel verheiratet, mit der er drei Kinder hat. Nach seiner Scheidung heiratete er die Niederländerin Brechtje Louwaard. Sein Bruder Dirk Decleir war auch Schauspieler, starb aber bereits 1974 bei einem Verkehrsunfall. Auch seine Schwester Reinhilde Decleir, sein Sohn Jenne Decleir und seine Tochter Sofie Decleir sind Schauspieler.
Decleir leitete einige Jahre das Studio Herman Teirnlick, wo er viele neue Lehrer einbrachte, bzw. Schauspieler von verschiedenen Theatergruppen (z. B. de Blauwe Maandag Compagnie, STAN usw.).

## Auszeichnungen
Jan Declair hat mehrere Preise für seine Schauspielerleistungen erhalten. Für die Rolle in Off Screen wurde er beim Montreal World Film Festival mit dem Preis als bester Darsteller ausgezeichnet. 2003 erhielt er den Golden Calf Culture Prize (niederländisch: „Gouden Kalf“), 2005 die belgische Auszeichnung Mira d’Or und 2007 den Golden Calf als bester Nebendarsteller für den Film Wolfsbergen beim Niederländischen Filmfestival. 2008 wurde er für seine Rolle in Man zkt vrouw mit dem Preis für den besten Darsteller des Tiburon International Film Festivals ausgezeichnet. Für seine Rolle in Les barons erhielt er den Magritte als bester Nebendarsteller. Im Jahr 2013 erhielt er den flämischen Kulturpreis für allgemeine kulturelle Verdienste.
2015 wurde der Asteroid (13133) Jandecleir nach ihm benannt.

## Filmografie (Auswahl)
- 1976: Pallieter
- 1992: Daens
- 1995: Antonias Welt (Antonia)
- 1997: Karakter
- 1999: Molokai: The Story of Father Damien
- 1999: Luckys große Abenteuer (Running free)
- 2000: Mariken
- 2002: Hop
- 2003: Totgemacht – The Alzheimer Case (De Zaak Alzheimer)
- 2003: SuperTex
- 2003: Rosenstraße
- 2004: Edelweißpiraten
- 2005: Winky will ein Pferd (Het paard van Sinterklaas)
- 2006: Kreuzzug in Jeans (Kruistocht in spijkerbroek)
- 2007: Blind
- 2007: Paparazzo
- 2007: Wo ist Winkys Pferd? (Waar is het paard van Sinterklaas?)
- 2008: Loft – Tödliche Affären (Loft)
- 2009: Sœur Sourire – Die singende Nonne (Sœur Sourire)
- 2009: Les barons
- 2009: Ob ihr wollt oder nicht
- 2010: Marieke und die Männer (Marieke, Marieke)
- 2011: Nova Zembla – Unbekanntes Land
- 2013: Finn und die Magie der Musik (Finn)
- 2014: Fliegende Herzen (Racing Hearts)
- 2015: Ich und Kaminski
- 2017: Dode Hoek
- 2018: Sinterklaas en de wakkere nachten
- 2020: De Familie Claus (Die Familie Claus)
- 2022: De Familie Claus 2 (Die Familie Claus 2)

## Theater (Auswahl)
- MARX (2018)
- Risjaar Drei (2017)
- Onvoltooid verleden (2012)
- Bloedarm (2002)
- Lucifer (2010)
- En verlos ons van het kwade (1999)
- All for love (1992)
- Gilles! (1988)
- DE TIJGER (1988)
- Obscene Fabels (1984–1985)
- De parochie van miserie (1972)
- De meeuw (1968)
- Het goudland (1966)